# Doulezon
Doulezon  egy francia település Gironde megyében az Aquitania régióban. Lakosainak száma 278 fő (2022. január 1.).

## Adminisztráció
Polgármesterek:
- 2008–2014 Annie Galineau
- 2014–2020 Christian Bourdier

## Demográfia
| Lakosok száma | 327  | 183  | 212  | 246  | 259  | 257  | 265  | 266  | 263  | 278  |
|               | 1968 | 1982 | 1990 | 2006 | 2013 | 2015 | 2017 | 2019 | 2020 | 2022 |